# Agapetes anonyma
Agapetes anonyma är en ljungväxtart som beskrevs av Airy Shaw. Agapetes anonyma ingår i släktet Agapetes och familjen ljungväxter. Inga underarter finns listade i Catalogue of Life.